# Star Wars prequel-trilogi
Star Wars prequel-trilogien, i daglig tale omtalt som prequels i engelsktalende lande, er en serie epic space-operafilm med manuskript af og instrueret af George Lucas. Den blev produceret af Lucasfilm Ltd. og distribueret af 20th Century Fox. Trilogien blev udgivet fra 1999 til 2005 og udspiller sig før den originale Star Wars trilogi (1977–83), hvilket gør den til den første akt i Skywalker-sagaen, på trods af at den er den andet akt som er udgivet. Lucas havde planlagt en prequel-trilogi (såvel som en efterfølger-trilogi) før udgivelsen af den originale film, men stoppede store Star Wars-film ud over den originale trilogi i 1981. Trilogien markerede Lucas' tilbagevenden som instruktør efter en 22-årig pause efter den originale Star Wars-film i 1977, samt en 16-årig pause mellem den klassiske og prequel-trilogien.
Trilogien består af Episode I: Den usynlige fjende (1999), Episode II: Klonernes Angreb (2002), Episode III: Sith-fyrsternes hævn (2005). Filmene handler om den unge Anakin Skywalkers Jedi-træning (Luke Skywalker og Leia Organas far i den originale trilogi) under Jedi-mestrene Obi-Wan Kenobi og Yoda før sit fald til Kraftens mørke side og sin genfødsel som Darth Vader. Trilogien handler også om korruptionen i Den Galaktiske Republik, udryddelsen af Jedi-ordenen og Det Galaktiske Imperiums grundlæggelse under den hemmelige Sith-fyrste og fremtidige Galaktiske Kejser Palpatine.

## Filmene
| Film                                        | Amerikansk udgivelsesdato | Instruktør   | Manuskript af                  | Producer      | Distributør                                          |
| ------------------------------------------- | ------------------------- | ------------ | ------------------------------ | ------------- | ---------------------------------------------------- |
| Star Wars Episode I: Den usynlige fjende    | 19. maj, 1999             | George Lucas | George Lucas                   | Rick McCallum | 20th Century Fox Walt Disney Studios Motion Pictures |
| Star Wars Episode II: Klonernes angreb      | 16. maj, 2002             | George Lucas | George Lucas og Jonathan Hales | Rick McCallum | 20th Century Fox Walt Disney Studios Motion Pictures |
| Star Wars Episode III: Sith-fyrsternes hævn | 19. maj, 2005             | George Lucas | George Lucas                   | Rick McCallum | 20th Century Fox Walt Disney Studios Motion Pictures |